# Ричмонд Кікерз
ФК «Ричмонд Кікерз» (англ. Richmond Kickers Soccer Club) — американський футбольний клуб з Ричмонда, Вірджинія, заснований у 1993 році. Виступає в USL. Домашні матчі приймає на стадіоні «Сіті Стедіум», місткістю 22 611 глядачів.
Є фарм-клубом «Ді Сі Юнайтед» та виступає у Східній конференції USL.

## Досягнення
- А-Ліга (Другий рівень)
  - Регулярний сезон: 2001
- Другий дивізіон USL (Третій рівень)
  - Регулярний сезон: 2006, 2007, 2013
  - Плей-оф: 2006, 2009
- PDL (Четвертий рівень)
  - Плей-оф: 1995
- Відкритий кубок США з футболу
  - Володар: 1995